# Werkstätten für Bildwirkerei Schloss Pillnitz
Die Werkstätten für Bildwirkerei Schloss Pillnitz waren von 1919 bis 1954 eine von dem Künstlerpaar Wanda Bibrowicz und Max Wislicenus betriebene Kunstweberei in Pillnitz bei Dresden. Sie wurde auf Empfehlung des Dresdener Stadtbaurats Hans Poelzig und gefördert vom Sächsischen Wirtschaftsministeriums als Nachfolgerin der Schlesischen Werkstätte für Kunstweberei eingerichtet.

## Geschichte

### Interesse des Freistaates Sachsen

#### Angebot des Sächsischen Wirtschaftsministeriums
Das Sächsische Wirtschaftsministerium war nach dem Ende des Ersten Weltkrieges daran interessiert, die Entwicklung der Textilindustrie in Sachsen zu fördern. Nach kurzen Blütezeiten in Renaissance und Barock sollte erneut eine Teppichwirkerei in Dresden etabliert werden.
Der Dresdener Stadtbaurat Hans Poelzig schlug dafür Wanda Bibrowicz, Ober-Schreiberhau, und Max Wislicenus, Breslau, vor. Beide Künstler hatten aufgrund ihrer schlechten wirtschaftlichen Lage über einen Wechsel ihrer Arbeitsorte nachgedacht, denn im verarmten Nachkriegsschlesien war es schwer, wenn nicht gar unmöglich, ohne staatliche Unterstützung eine Werkstatt zu führen, die künstlerischen Ansprüchen genügen sollte.
Jahre später bemerkte Wanda Bibrowicz in einer Rede im Kulturbund am 8. Mai 1949 zu dieser Zeit:

„1919 wollten wir mitsamt der Werkstätte nach der Schweiz auswandern, wohin W. durch seine Werkbundarbeit Beziehungen hatte. […] Gel. einer Pfingstreise nach Dresden, wo Poelzig damals Stadtbaurat war, überredete uns dieser, es mit Sachsen, dem Lande höchstentwickelter Textilindustrie, zu versuchen. Er empfahl uns an den eben ernannten Ministerialdirektor Dr. Klien. Dieser empfing uns mit offenen Armen und es geschah das Unglaubliche! Man bot uns drei Schlösser zur Wahl! Grillenburg, Großsedlitz und Pillnitz. Wir wählten Pillnitz.“

Dieser Standort bot die größtmögliche Nähe zu Dresden, seinen Kunstschätzen und Künstlern. Die Verhandlungen verliefen schnell, wenn auch nicht ohne Komplikationen. Bereits im Herbst 1919 siedelte Bibrowicz mit zwei Schreiberhauer Weberinnen und ihren Webstühlen in die erste Etage des Küchenflügels im Neuen Palais von Schloss Pillnitz über. Mutter und Schwester begleiteten sie auch hierher.
Die damaligen Verhältnisse waren einfach und der Enthusiasmus war groß:

„Zuerst ohne el. Licht und mit entzückenden alten Oefen, die sich allerdings im Winter als unbrauchbar erwiesen.“ Die Werkstätten für Bildwirkerei Schloss Pillnitz wurden „vom Ministerium gut behandelt, ja verwöhnt und als Paradepferd vorgeführt.“

Max Wislicenus folgte Anfang 1920 und bezog mit seiner Familie ein Haus in Hosterwitz, fünfzehn Gehminuten vom Schloss entfernt.

#### Zum Auftakt: Ausstellung in Dresden
Als Auftakt und zur Vorstellung ihrer Arbeiten in Dresden ermöglichte der Sächsische Kunstverein in seinen Räumen an der Brühlschen Terrasse in den Monaten Januar und Februar 1920 eine erste große Ausstellung der beiden Künstler. Mit ihren Teppichen und Entwürfen aus den Jahren 1904 bis 1920 füllten sie sämtliche Räume, wie Bibrowicz berichtete. Unter den Ausstellungsstücken befanden sich auch die in der Schlesischen Werkstätte für Kunstweberei gefertigten Tapisserien für das Ratzeburger Kreishaus, deren letzter gerade in Pillnitz fertiggestellt worden war.

### Start in Pillnitz

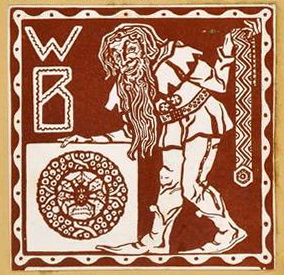
Signet der Werkstätten für Bildwirkerei Schloss Pillnitz

Der Start in Pillnitz war verheißungsvoll. Internationale Gäste besuchten in großer Zahl die Werkstätten. Beide Künstler hatten die Vorstellung, nicht nur eine Werkstätte mit Ausbildungsmöglichkeiten für Weberinnen, sondern eine Webereischule zu gründen, in der umfassende künstlerische und handwerkliche Fähigkeiten gleichermaßen gefördert und vermittelt werden. Damit wollten sie an ihre gemeinsamen erfolgreichen Jahre in Breslau anknüpfen.
Anfangs waren bis zu 20 Weberinnen beschäftigt, die in den Räumen des Erdgeschosses die sogenannten Gebrauchswaren wie Mantelstoffe, Kissen und Decken webten oder in den Atelierräumen der ersten Etage an Wandteppichen arbeiteten. Neben den Ateliers gab es repräsentative Ausstellungsräume.

#### Aufträge der öffentlichen Hand
Wie bei der Errichtung der Werkstatt durch das Wirtschaftsministerium zugesichert, erhielten die Künstler kontinuierlich Aufträge der öffentlichen Hand. Hier sind besonders zwei großformatige Teppiche für die Stadt Dresden, „Fantasie“ und „Kraft“, nach Entwürfen von Wislicenus zu nennen.
Es entstanden weitere Arbeiten nach seinem Entwurf, zum Beispiel eine „Ceres“ für die Landwirtschaftliche Schule in Meißen, drei Teppiche für die Akademie der Technik in Chemnitz, ein Teppich „Arbeit“ für Schwarzenberg und ein Teppich für das Rathaus in Plauen. Weitere Aufträge waren die „Tiere im Grünen“, auch „Sachsenteppich“ genannt, für das sächsische Wirtschaftsministerium und der „Heilige Hubertus“ für die Forstakademie in Tharandt.

#### Beteiligung an Ausstellungen
Neben diesen Auftragsarbeiten gab es während dieser Jahre immer wieder Beteiligungen an nationalen und internationalen Ausstellungen, unter anderem in New York, Amsterdam, Kopenhagen, Stockholm und wiederholt in München und Berlin. Studienreisen führten sie nach Venedig, Florenz, Paris, Kopenhagen und Prag, aber auch regelmäßig in verschiedene Städte Schlesiens.
Angeregt durch ihren direkten Arbeitsort webte Wanda Bibrowicz mit ihren Weberinnen nach einer Zeichnung von Wislicenus einen Elbdampfer mit 100 Lichtern, die sich im Wasser spiegelten. Sie selbst entwarf einen Teppich mit der Ansicht des Pillnitzer Wasserpalais’ mit Springbrunnen des Lustgartens und blühender Yucca. Über den Verbleib des Ersteren ist nichts bekannt, Letzterer befindet sich heute in Südamerika.

#### Beurteilung in den Fachzeitschriften
In den zeitgenössischen Zeitschriften wie Der Kunstwart oder Deutsche Kunst und Dekoration fanden die Pillnitzer Werkstätten in den Zwanziger und beginnenden dreißiger Jahren ebenfalls rege Aufmerksamkeit, so wiederholt in der Zeitschrift Die Kunst. Monatshefte für freie und angewandte Kunst. Neben einer Vielzahl repräsentativer Abbildungen ist in dem Artikel Die Bildwirkerei der Pillnitzer Werkstätten unter anderem Folgendes zu lesen:

„In den Erzeugnissen der Pillnitzer Werkstätten für Bildwirkerei berühren sich künstlerisches und kunstgewerbliches Schaffen. […] Zwar erfüllen auch die Pillnitzer Arbeiten die typische Forderung des Kunstgewerbes: die Veredlung der Gebrauchsform, die Durchdringung des Zweckmäßigen mit Ästhetik. Diese Seite wird repräsentiert durch die kleinen Arbeiten der Werkstätten: Kissen, Teppiche, Vorleger und ähnliche Schöpfungen der angewandten Kunst, die dem täglichen Gebrauch dienen. Das Wesentliche an diesen kleinen Arbeiten ist jedoch, daß sie auch als Gebrauchsarbeiten keine Zufallsschöpfungen sind, sondern sich in den Rahmen des künstlerischen Gesamtwillens einfügen, daß nicht eine kunstgewerbliche, sondern eine Kunstgesinnung hinter ihnen steht. Die Voraussetzungen der reinen Kunstschöpfung sind gegeben durch die Gestaltungskraft der beiden leitenden Künstler.“

Neben der ausführlichen Beschreibung einiger Werke und deren zugrundeliegenden Kompositionsprinzipien vergleicht die Autorin auch beide Persönlichkeiten:

„Max Wislicenus ist üppig in der Bewegung, sinnlich in der Farbe. Seine Motive sind phantastisch, symbolisch, sein Aufbau bewegt, reich gegliedert. Er arbeitet gern in Gegensätzen, […] spielt Bewegung und Gegenbewegung musikalisch gegeneinander aus, bevorzugt die Farbendominante: ein Rot, ein Gelb, ein Grün zuckt durch eine Arbeit hindurch wie eine immer wiederkehrende Fanfare […]. Wanda Bibrowicz empfindet herber. Ihr Ausdruck sucht die letzte Vereinfachung der Linie. Ihre Farbgebung ist wunderbar leuchtend, dabei symphonisch klangrein abgestuft.“

Felix Zimmermann schrieb in der Dekorativen Kunst: „Es lebt ein Poet in Wanda Bibrowicz, der ein Bilderbuch voll Naturatems und entrückten Gestaltenzaubers an die Wände webt!“
Und der Kunsthistoriker Alfred Schellenberg urteilte 1925:

„Was hier zwei Künstler in mehr als zwanzigjähriger, engster Zusammenarbeit geleistet und erreicht haben, verdient die Achtung und Anerkennung der Mitlebenden. Vor diesem Werk hat die Frage zu verstummen, ob die Bildwirkerei heute eine Zeitnotwendigkeit ist oder nicht. Es kommt auch wieder eine andere Zeit, die über die kalte Junggesellenhaftigkeit Tautscher Raumschmuck-Theorien – mögen sie noch so sehr in der Gegenwart begründet liegen und somit Berechtigung haben – den Stab bricht, eine Zeit, in der auch wieder der Wandteppich, den man heute so gern mit dem Schlagwort ‚Staubfänger‘ ablehnt, zur Zeitforderung gehört. Die Tatsache bleibt: durch Max Wislicenus und Wanda Bibrowicz besitzt Deutschland heute eine hochentwickelte Kunst des gewirkten Wandteppichs. Daher ist es die Pflicht staatlicher und kommunaler Organe, durch Erteilung von Aufträgen eine Schließung der schwer um ihre Existenz ringenden Pillnitzer Werkstätten zu verhüten. Was Scherrebek wollte, haben Breslau, Schreiberhau und jetzt Pillnitz in die Tat umgesetzt. Hier kann der deutsche Staat eine Kulturpflicht erfüllen, die ihm den Dank der Enkel sichert.“

### Finanzielle Probleme
Trotz dieser Erfolge und der öffentlichen Anerkennung hatten die Pillnitzer Werkstätten für Bildwirkerei seit Beginn fast ständig mit finanziellen Problemen zu kämpfen:

„Einen Fehler begingen unsere sonst so fürsorglichen Beschützer: Man hätte uns einen Geschäftsführer beigeben müssen oder einen kaufmännischen Berater, denn davon hatten wir beide keine Ahnung.“

Für Wanda Bibrowicz und Max Wislicenus waren ausschließlich künstlerische Gesetze maßgebend. Da jeder Teppich nur einmal ausgeführt wurde, forderte dieses Prinzip ständig neue Entwürfe, neue Zusammenstellungen der Farben – ein schwieriges und zeitaufwendiges Verfahren, das sich zwangsläufig in hohen Preisen niederschlug.

#### Maßnahmen zur Lösung der Probleme
Mehrmals wurden die Werkstätten verkleinert. Eine Lösung musste gefunden werden, die dem künstlerischen Anspruch Rechnung trug, aber auch die kaufmännische Seite berücksichtigte. Wanda Bibrowicz:

„Da ich in der glücklichen Lage bin, Malerin, Entwerferin und Weberin zugleich zu sein, so gelang es mir, einen Weg zu finden. […] Wenn wir bisher in der echten Gobelintechnik gearbeitet hatten, die in letzter Zeit aufkommende Halbgobelintechnik verachtend, so machte ich nun den Versuch, kleinere Wandteppiche auf der Leipziger Messe auszustellen, die, wenn ein Entwurf gut gelang, öfters wiederholt wurden, und zwar in der bisher verachteten Halbgobelintechnik.“

Dieses Experiment gelang überraschend gut. Vorteil dieser Technik war ein reduzierter Materialverbrauch und durch die geringere Dichte des Gewebes ein niedrigerer Arbeits- und damit Zeitaufwand. Wanda Bibrowicz konzentrierte sich für diese Arbeiten auf gefällige Tierdarstellungen. Jedoch standen im Vordergrund nicht mehr Gruppen verschiedener Tiere, sondern jeweils ein Tier. Die Wandteppiche, bisher nur für öffentliche Institutionen und wohlhabende Kunden bezahlbar, wurden für eine breitere Schicht ein Wandschmuck, „der den Räumen Behaglichkeit und Wärme verleiht, den das gemeine Bild nicht geben kann“.
Trotz dieser technischen Vereinfachung blieb der künstlerische Anspruch bestehen, wobei alle Arbeiten unter ständiger Aufsicht der Künstlerin entstanden. Es musste technisch und farblich einwandfrei sein, auch wenn Materialknappheit und Schwierigkeiten beim Kopieren von Farben die Arbeit komplizierten. Zum Glück standen Wanda Bibrowicz dabei zwei erfahrene Weberinnen zur Seite, die bereits seit den ersten Jahren in ihrer Werkstatt arbeiteten.

#### Berufung an die Staatliche Akademie für Kunstgewerbe Dresden
Im Jahr 1931 erhielt Wanda Bibrowicz das Angebot, eine Webklasse an der Staatlichen Akademie für Kunstgewerbe Dresden zu übernehmen. Ihre Aufgabe sah vor, den bis dahin von dem Textiltechniker Oskar Haebler geleiteten sogenannten Websaal weiterzuführen. Dort wurde – für alle Studenten zugänglich – Schaftweberei und Bindungslehre unterrichtet. Jedoch wurde durch die Spezialisierung von Wanda Bibrowicz die Bildwirkerei bald zum Hauptfach und bildete eine selbständige Klasse. Neben der „Technik der Bildwirkerei und des Knüpfens“ erhielten die Schüler auch weiterhin die „Grundlagen der Schaftweberei“ vermittelt. Ebenso gehörten „Zeichnen nach der Natur“ sowie „Entwerfen und Anfertigen der Kartons“ zum Unterricht.
Dieses umfangreiche Angebot bedeutete viel zusätzlichen Aufwand für Wanda Bibrowicz, während ihre Berufung als Anerkennung ihrer bisherigen Arbeit in ihrer Pillnitzer Werkstatt verstanden werden kann. Sie selbst bezeichnete es einmal als „schändliches Angebot“, das anzunehmen sie aus rein finanziellen Erwägungen gezwungen war. Aber es gab kaum nennenswerte Privataufträge, ganz zu schweigen von großen öffentlichen Aufgaben, so dass es unklug gewesen wäre, auf ein festes monatliches Gehalt zu verzichten. Damit konnte zumindest die Begleichung der Mietkosten in Pillnitz gesichert werden.

#### Entwurfslehre für textile Innenraumgestaltung
Wanda Bibrowicz führte an der Schule die „Entwurfslehre für textile Innenraumgestaltung“ ein. Ihre Weberzeugnisse orientierten sich am herrschenden Art-déco-Stil und machten vor allem durch die technisch-handwerklich perfekte Umsetzung und die Verwendung attraktiver Materialien wie versilberter und vergoldeter Garne auf sich aufmerksam.
Bei ihren Schülern war die Künstlerin beliebt, jedoch bestand zu ihren Kollegen ein eher distanziertes Verhältnis, das den ehemaligen Direktor des Kunstgewerbemuseums, Wolfgang Balzer, in seinen Erinnerungen aus Anlass des 100. Geburtstages von Max Wislicenus am 17. Juli 1961 zu folgender Bemerkung veranlasste:

„Ein etwas kühleres Verhältnis gegenseitigen Respektes bestand zwischen ihr und der Kunstgewerbeakademie in der Güntzstraße. Die mondäne Erscheinung der Polin wirkte hier etwas fremd, obwohl es dem Lehrkörper mit dem liebenswürdigen Alexander Baranowsky (dem Bühnenbildner), mit dem vielbeschäftigten Maler Paul Rößler und mit Frau Professor Junge, der in Paris geschulten Leiterin des Modeateliers, nicht an weltkundigen Temperamenten fehlte.“

### Zeit des Nationalsozialismus

#### Umstrukturierungen
Nach der Machtergreifung der Nationalsozialisten 1933 folgten Umstrukturierungen im Bildungswesen, die auch Auswirkungen auf diese Bildungseinrichtung hatten. Das Lehrpersonal wurde zum Teil entlassen, Stundenzahlen wurden reduziert. Wanda Bibrowicz verlor die Leitung ihrer kleinen Webwerkstätte und ihr Gehalt sank auf 80 Reichsmark im Monat. Hinzu kam eine Atmosphäre der Angst und des Misstrauens. Denunziationen und Beschwerden über politisch unkorrektes und „probolschewistisches“ Verhalten waren nicht selten.

#### Fragebögen
Im Sommer 1933 wurden alle Angestellten der Staatlichen Akademie für Kunstgewerbe zum Ausfüllen von Fragebögen aufgrund des Gesetzes zur Wiederherstellung des Berufsbeamtentums aufgefordert. Wanda Bibrowicz wurde nach einem aufwendigen Auswertungs- und Überprüfungsverfahren als politisch unauffällig im Schuldienst belassen. Dies war für sie besonders wichtig, da ihr langjähriger Förderer, Ministerialdirektor Dr. Erich Klien, das Sächsische Wirtschaftsministerium verlassen musste. Alle durch ihn zugesicherten Staatsaufträge brachen weg. Es war nicht nur ein wirtschaftlicher, sondern auch sehr persönlicher Schlag für die Künstlerin, die im Laufe der Jahre in Klien einen Freund gefunden hatte.

#### Vorträge zu Germanen und Gotik
Um ihrer Werkstatt das Überleben zu sichern, publizierte Wanda Bibrowicz verstärkt in Zeitschriften, hielt Vorträge in Museen und Künstlervereinigungen. Die Themen bezogen sich sowohl auf die Webkunst im Allgemeinen als auch auf die historische Entwicklung der Tapisserien. Zu ihren Lieblingsthemen gehörten die Weberei der Germanen und die frühgotischen Weberzeugnisse. Seit ihren ersten Reisen im Rahmen der Einrichtung der Webwerkstätten an der Breslauer Schule begleiteten sie diese beiden Schwerpunkte in ihrer Arbeit. Ihr Bemühen wurde deshalb von Volkskundlern und NS-Kunstideologen gelobt:

„Bei der starken nationalen Bewegung für die Wiedererweckung einer selbständigen deutschen Baukultur, für die Bereicherung unserer baulichen Innengestaltung, für die Vermehrung unseres handwerklichen Könnens und Besitzes, wird die Bildweberei einen wertvollen Beitrag geben können. Die Erhaltung und Neuschaffung eines entscheidenden Teiles dieser so schönen und fruchtbaren Handwerkskunst verdanken wir Wanda Bibrowicz. Es ist zu wünschen, daß ihr Können als Meisterin und ihre Erfahrung als Lehrerin, daß ihre Werkstätte als Lehrstätte weiter die gebührende Förderung findet.“

„In der Reife ihrer auf handwerklicher Tüchtigkeit aufgebauten Kunst gehört sie in die vordersten Reihen der schöpferischen Frauen in Großdeutschland.“

#### Sakrale Motive
Bereits 1932 hatten sich in Dresden Künstler und Kunstfreunde zum „Katholischen Kunstkreis“ zusammengeschlossen. Seine Aufgaben sah dieser darin, katholische Kultur zu pflegen, katholische Künstler in der Öffentlichkeit bekannt zu machen und bei Veranstaltungen und Aufträgen stärker zu berücksichtigen.
Für die stark religiös verwurzelte katholische Wanda Bibrowicz spielten sakrale Motive und Themen während ihrer gesamten Schaffenszeit immer wieder eine zentrale Rolle. Beispiele dafür sind die in der Schreiberhauer Werkstatt entstandenen Werke wie „Der Heilige Franziskus“, „Betende Frauen“, „Der Heilige Hieronymus“ oder „Madonnen“.
Innerhalb des Katholischen Kunstkreises vertrat die Künstlerin gemeinsam mit Many Jost die Textilkunst. In diesem Zusammenhang entstand um 1933 für die neue Katholische Kirche des Heiligen Georg in Heidenau bei Dresden der Wandteppich „Der gute Hirte“ sowie ein Dreifaltigkeits-Triptychon für die Apsis. Beide Arbeiten gingen nach dem Krieg verloren.

#### Natur- und Tiermotive
In den folgenden Jahren entstanden vor allem Arbeiten mit Natur- und Tiermotiven. Für ihre Arbeit „Falken II“ erhielt die Künstlerin 1941 eine Silbermedaille auf der internationalen Ausstellung in Monza.
Der Besitzer der Kraußwerke-Metallwarenfabrik Schwarzenberg im Erzgebirge, Friedrich Emil Krauß, nahm am 4. November 1941 brieflich Kontakt zu Wanda Bibrowicz auf, um einen Teppich zu bestellen:

„Der silberne Baum, die winterliche Tanne mit den kleinen wunderlichen Vögeln, ist in jeder Weise richtig. Ich empfehle, die Vögel nicht zu bunt zu nehmen und die Sterne nicht zu scharf gelb, also alles in so ungefähr getragenen Tönen. Die Sterne müßten ja in Gold bezaubernd aussehen, aber das geht wohl nicht?“

Mit dieser Frage spielte Krauß wahrscheinlich auf die kriegsbedingten Materialschwierigkeiten an. Schon qualitätsgerechte Wolle zu erhalten war schwierig; edlere Fäden zu kaufen, war so gut wie unmöglich. Fertiggestellt wurde der Teppich wahrscheinlich erst 1945. Über seinen Verbleib ist nichts bekannt.

#### Aufnahme in die „Gottbegnadeten-Liste“
Kurz vor Kriegsende wurde Wanda Bibrowicz  in die Gottbegnadeten-Liste aufgenommen.

### Neubeginn nach dem Krieg
Nach dem Ende des Zweiten Weltkrieges wurde am 1. Juli 1945 die Arbeit in der Werkstatt in Pillnitz wieder aufgenommen. Es war das Jahr ihres 25-jährigen Bestehens. Außer dem Künstlerpaar waren auch weiterhin die beiden aus Schreiberhau mitgezogenen Weberinnen dabei. Über Umfang und Art des Wiederbeginns sagte Wanda Bibrowicz:

„[Es] wurde dieser Zweig unserer Produktion [die Herstellung von Halbgobelins] noch weiter ausgebaut, um den Vielen, die ihr Heim oder den Schmuck dieses Heimes verloren haben, wieder Farbe und damit Freude neu zu vermitteln.“

Täglich kamen Anfragen und Bestellungen aus ganz Deutschland, auch Exportmöglichkeiten bahnten sich an. Für Wanda Bibrowicz, 67 Jahre alt und Max Wislicenus, bereits 84 Jahre, bedeutete dieser Neubeginn eine enorme Kraftanstrengung.

„Die Materialknappheit wird uns zwingen, wieder Dinge zu machen, bei denen das Hauptgewicht auf der Arbeitsleistung liegt, und deren Preis der Leistung angemessen sein muß, erschwinglich aber für alle Freunde unserer Kunst und der kleinen Schmuckstücke, die etwas Wärme um sich zu verbreiten vermögen! Allerdings bleibt es uns allen, also sowohl Wislicenus wie mir und unseren Weberinnen, die z.T. 27 Jahre mit uns arbeiten, in erster Linie Elly Franke und Liesbeth Arnold, immer eine besondere Freude, zwischendurch, meist auf Bestellung, einen echten Gobelin in bester Ausführung zu weben.“

#### Wiederhergestellte Kontakte
Die wenigen persönlichen Kontakte zu Bekannten und alten Kollegen der Akademie für Kunstgewerbe, wie Theodor Artur Winde oder Sophie Rade, die während des Krieges unterbrochen waren, wurden wieder aufgenommen.
Wolfgang Balzer, von 1923 bis 1933 sowie von 1945 bis 1951 Direktor des Kunstgewerbemuseums Dresden, bedauerte in seinen Erinnerungen an Max Wislicenus aus Anlass von dessen 100. Geburtstag, dass „ich meinen Entschluß, mich in der Nazizeit völlig vom öffentlichen Leben zurückzuhalten, so strikte durchgeführt habe, dass ich in den 12 Jahren kaum je nach Pillnitz gekommen bin; ich habe mir dadurch manche menschliche und künstlerische Bereicherung entgehen lassen. Aber bald nach 1945 wurde die Verbindung mit dem Künstlerpaar in Pillnitz von neuem aufgenommen.“
Ende des Jahres 1945 gab es neue Probleme. Das gesamte Schloss Pillnitz sollte für die Errichtung eines Zentralmuseums im Land Sachsen geräumt werden. Im Brief vom 8. Dezember 1945 an den sächsischen Ministerpräsidenten Rudolf Friedrichs bat Bibrowicz, die Werkstatt im Schloss zu belassen, bis – so ihr Wunsch – „das neue Dresden an der Peripherie der Stadt ein Haus gebaut haben wird für eine Sächsische Gobelinmanufaktur, die wir dann, zurücktretend, anderen jüngeren Köpfen und Händen anvertrauen wollen, und die nicht nur die Einrichtung, sondern auch den guten Ruf von Pillnitz als Erbe übernimmt!“

#### Heirat des Künstlerpaares
Im Jahr 1948 starb Else Wislicenus. Ein Jahr später heirateten Wanda Bibrowicz und Max Wislicenus und legitimierten somit ihre über 50 Jahre dauernde Freundschaft und Partnerschaft. Diese Eheschließung hatte vor allem für die tief religiöse Künstlerin große Bedeutung.

#### Ausstellung in den Räumen des Dresdener Kulturbundes
Mit einer Ausstellung in den Räumen des Dresdener Kulturbundes im Jahr 1949 rückten beide wieder in den Blick der Öffentlichkeit.

„Sie konnten in knappen Umrissen ein stolzes künstlerisches Lebenswerk ausbreiten, das maßgeblich die Jahrhunderte alte Bildwirker-Tradition fortführt. Sie mußten aber gleichfalls darauf hinweisen, daß diese Tradition zumindest in Deutschland abreißt, wenn es nicht gelingt, die Pillnitzer Werkstätten durch größere Aufträge oder sonst wie organisierte Subventionen zu stützen und weiterzuführen. Über die künstlerische Wichtigkeit, in dieser Richtung offizielle Schritte zu unternehmen, dürften kaum Zweifel bestehen.“

Diese Präsentation sollte auf die Pillnitzer Werkstätten aufmerksam machen und ihren Erhalt sichern. Es ging beiden Künstlern nicht nur um ihr Lebenswerk, sondern auch darum, das öffentliche Interesse an der Tradition der Bildwirkerei wach zu halten und neu zu wecken.

#### Ehrentitel und Ehrenrente
Am 17. Mai 1951 feierte man in den Werkstätten in Pillnitz im großen Kreis und mit vielen Ehrungen den 90. Geburtstag von Max Wislicenus. Knapp drei Monate später öffneten sich noch einmal die Räume des Pillnitzer Schlosses mit einer umfangreichen Ausstellung beider Künstler für das interessierte Publikum. Die Regierung der DDR erkannte endlich auch die künstlerischen und pädagogischen Leistungen Wanda Bibrowiczs, verlieh ihr den Professorentitel und setzte eine Ehrenrente auf Lebenszeit aus.
Im selben Jahr kaufte das Museum für Kunsthandwerk (heute Kunstgewerbemuseum Dresden) unter seiner Leiterin Hilde Rakebrand den Wandteppich „Zwei Fische“ von 1920 für 600 Mark. Es ist anzunehmen, dass Rakebrand die Künstlerin bereits seit ihrer Ausbildung an der Akademie für Kunstgewerbe kannte.

### Nachlässe

#### Bibrowicz-Nachlass

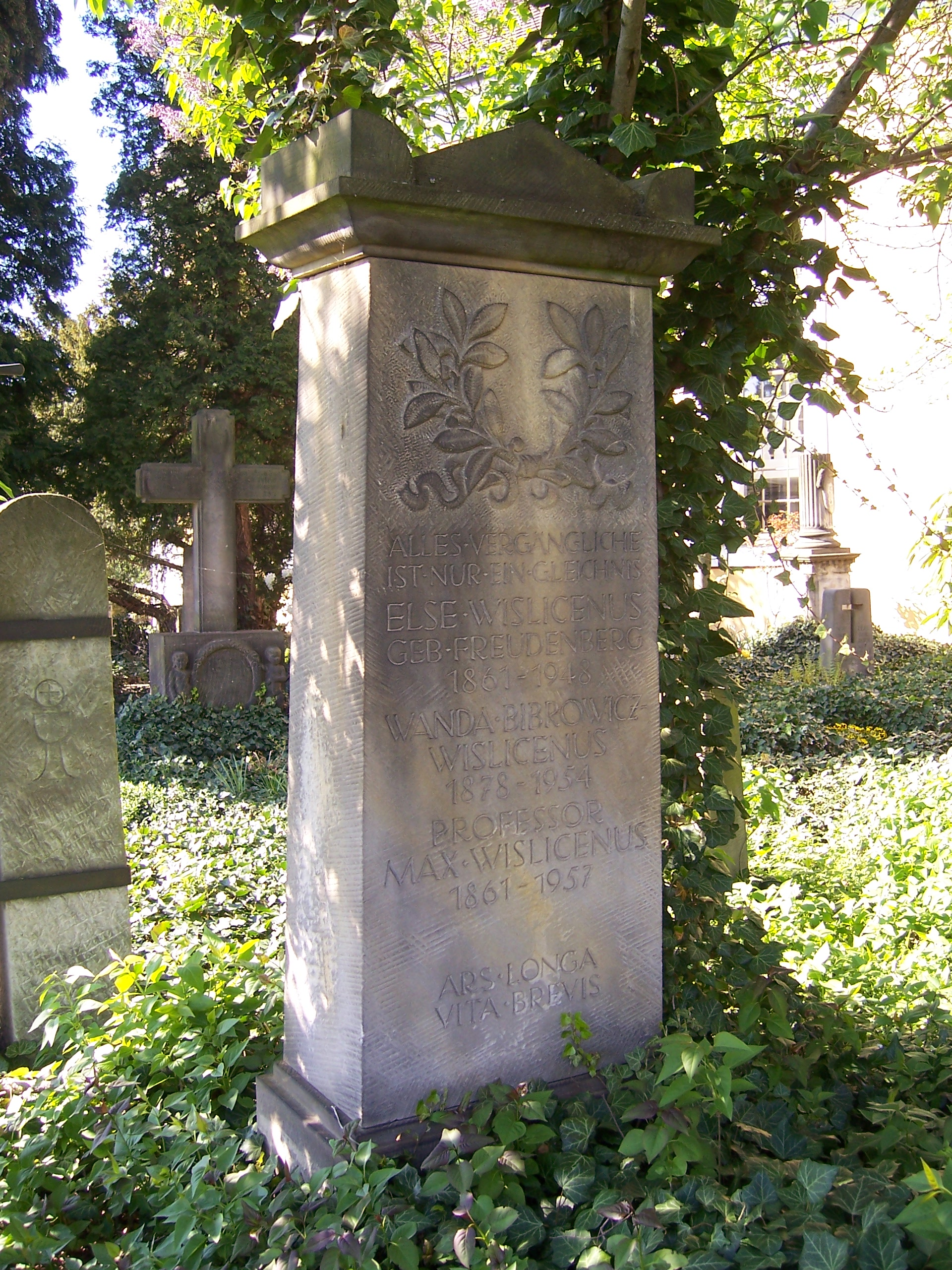
Grab von Wanda Bibrowicz auf dem Kirchfriedhof „Maria am Wasser“ in Dresden-Hosterwitz

Am 3. Juli 1954, kurz nach ihrem 76. Geburtstag, starb Wanda Bibrowicz; sie wurde auf dem Hosterwitzer Friedhof an der Kirche „Maria am Wasser“ im Familiengrab der Wislicenus beigesetzt. Ihren Nachlass hatte sie kurz vor ihrem Tod dem Staat überschrieben. Max Wislicenus übergab ihn am 1. Januar 1955 an die Staatlichen Kunstsammlungen Dresden:

„Die in der Folge genau aufgeführten Gegenstände sind der DDR, Bezirk Dresden, von Wanda Bibrowicz-Wislicenus als Erinnerungsstätte für die ‚Werkstätte für Bildwirkerei Schloss Pillnitz‘ unentgeltlich übergeben worden, in der Hoffnung und unter der Bedingung, dass dieselben als unteilbares Ganzes geschlossen den Staatlichen Kunstsammlungen Dresden einverleibt werden. Dankenswert wäre es, wenn andere Reststücke von den verschiedenen sächsischen Museen (Leipzig, Bautzen, Zwickau, Zittau, Görlitz etc.) angekauft würden. […] Die zu den Bildwirkereien gehörigen Möbelstücke etc. werden den Staatlichen Kunstsammlungen gleichfalls übergeben. Zur Information für Interessierte werden eine größere Anzahl von Dokumenten der Werkstätte und vor allem größere, kritische Aufsätze mit Würdigungen der Erzeugnisse in den ersten Kunstzeitschriften des In- und Auslandes sowie in Tageszeitschriften gleichfalls übergeben.“

#### Wislicenus-Nachlass
Neben dem Nachlass Bibrowicz’ befindet sich seit 1957 auch der von Max Wislicenus im Kunstgewerbemuseum Dresden Schloss Pillnitz. Er umfasst 22 ihrer Wandteppiche, zahlreiche großformatige Entwürfe beider Künstler, Skizzenbücher, ungerahmte kleine Gemälde zum Teil nicht bekannter Künstler, Arbeiten des Vaters Hermann Wislicenus sowie Fotos. Hinzu kommen Manuskripte von Wanda Bibrowicz sowie Zeitschriften und Ausschnitte mit Aufsätzen über die Schreiberhauer und Pillnitzer Werkstätten, außerdem verschiedene orientalische Kleidungsstücke und Stickereien.
Während Wanda Bibrowicz in ihrem langjährigen Wirkungsort Dresden fast in Vergessenheit geraten ist, beschäftigen sich die Museen in Schlesien, vor allem das „Museum für Schlesische Weberkunst“ in Kamienna Góra, intensiv mit ihrem Werk. Davon zeugte – neben verschiedenen Publikationen – die Ausstellung „Leben und Werk von Wanda Bibrowicz“, die 2004/2005 im Museum von Kamienna Gora im Rahmen eines von der Europäischen Union geförderten deutsch-polnisches Symposiums stattfand.